# Bleriken (Tärna socken, Lappland, 727406-146532)
Bleriken är en sjö i Storumans kommun i Lappland och ingår i Umeälvens huvudavrinningsområde. Sjön har en area på 2,4 kvadratkilometer och ligger 642,1 meter över havet. Sjön avvattnas av vattendraget Gejmån (Vuole-Gassasavon).

## Delavrinningsområde
Bleriken ingår i det delavrinningsområde (727418-146247) som SMHI kallar för Utloppet av Bleriken. Medelhöjden är 739 meter över havet och ytan är 25,55 kvadratkilometer. Räknas de 35 avrinningsområdena uppströms in blir den ackumulerade arean 385,25 kvadratkilometer. Gejmån (Vuole-Gassasavon) som avvattnar avrinningsområdet har biflödesordning 2, vilket innebär att vattnet flödar genom totalt 2 vattendrag innan det når havet efter 378 kilometer. Avrinningsområdet består mestadels av skog (52 procent) och kalfjäll (37 procent). Avrinningsområdet har 2,83 kvadratkilometer vattenytor vilket ger det en sjöprocent på 11,1 procent.